# Turbine, Inc.
Turbine, Inc. er en amerikansk computerspilsudvikler bosiddende i Westwood, Massachusetts.

## Produkter
- Asheron's Call (1999)
- Asheron's Call 2 (2002)
- Dungeons & Dragons Online (2006)
- The Lord of the Rings Online: Shadows of Angmar (24. april, 2007)